# Los ermitaños (Egon Schiele)
Los ermitaños es una pintura al óleo sobre lienzo (181 cm x 181 cm) realizado entre 1911 y 1912 por el pintor Egon Schiele. Se conserva en el Museo Leopold de Viena.

## Obra
Schiele presenta dos figuras a tamaño natural que se confunden bajo amplios hábitos oscuros hasta parecer una figura doble. Los rostros muestran los rasgos de Schiele (a la izquierda) y, probablemente, de su mentor Gustav Klimt (a la derecha) a quien veía como un doble espiritual. Para otros, sería su padre difunto. A la izquierda hay unas rosas junto a la firma triple: "Egon Schiele 1912". El monje joven a la izquierda mira con atención al espectador, porta una diadema de flores blancas; a la derecha, un monje más mayor y barbado, tiene los ojos cerrados y diadema de flores rojas, apoyando la cabeza en el hombro de su compañero. Cuando se presenta como artista, se aprecia una tendencia en Schiele a mostrarse con una especie de hábito, como un monje o ermitaño no ya dedicado a la Religión sino al Arte, apartado o incluso despreciado por una sociedad conservadora y tradicional que no lo comprende, una percepción habitual entre los artistas más vanguardistas desde la época romántica y a lo largo del siglo XX. En una carta a Carl Reininghaus, el mayor coleccionista de arte austríaco de la época, Schiele escribió:

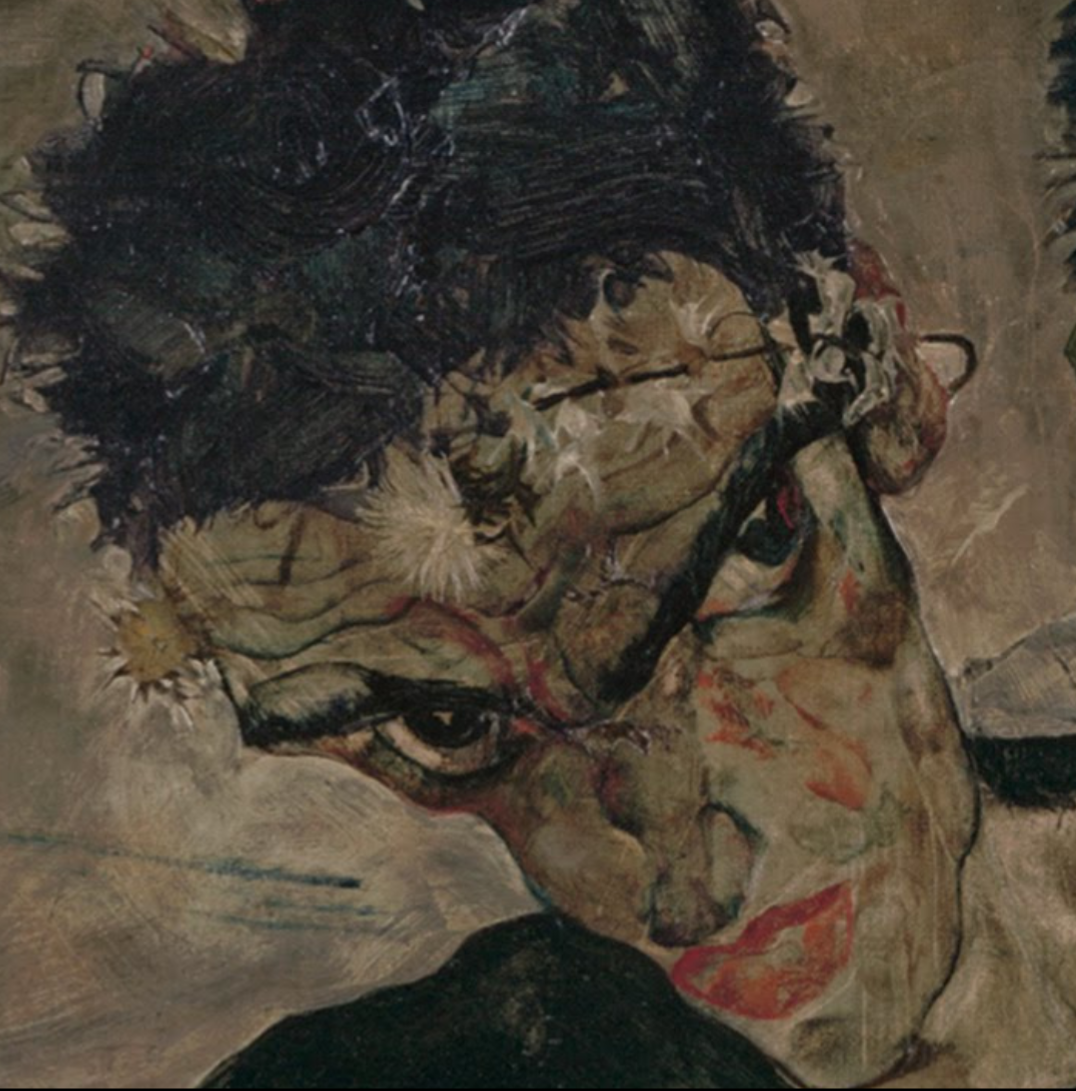
Egon Schiele, Los ermitaños, detalle de su rostro.

"Querría decirte algo sobre el razonamiento subyacente al cuadro, que justifica muchas cosas, quizás todas, no sólo para mí sino también para el observador. - No es un cielo gris contra el cual se mueven los dos cuerpos, sino un mundo afligido en el cual crecen en soledad, apareciendo orgánicamente del terreno; todo lo que el mundo debe representar, junto con las figuras, la «decrepitud» de cada realidad esencial; una única rosa marchita que exhala su blanca inocencia, contrapuesta a las coronas de flores sobre las dos cabezas. - El personaje de la izquierda es aquel que se inclina frente a un mundo tan poblado, sus flores deben dar impresión de frialdad, de dureza, querría decir de flores apagadas o compararlas al sonido de las palabras de un enfermo grave, que ahora ya solo balbucea, cavernoso y ronco; pero sus colores desteñidos son amados, de lo contrario se perdería la idea poética y la visión, al igual que la indeterminación de las figuras, que están pensadas como replegadas sobre sí mismas, cuerpos de personas cansadas de vivir, de suicidas, pero cuerpos de hombres capaces de sentimientos. - Mira las dos figuras como si fueran una nube de polvo parecido a esta tierra, que quiere levantarse y debe derrumbarse sin fuerzas. (...) No es un cuadro que pude pintar de la noche a la mañana, sino que nace de los acontecimientos de algunos años, empezando por la muerte de mi padre; he pintado más una visión que imágenes tomadas de dibujos."
Reininghaus no logró comprender su valor y la obra, expuesta por primera vez en Alemania en 1912, permaneció sin vender durante la vida del artista.